# Khalid ibn ʿAbdallāh ibn Khalid ibn Asīd
Khalid ibn ʿAbdallāh ibn Khalid ibn Asīd (en árabe: خالد بن عبدالله بن خالد بن أسيد) ( fl . 683–712) fue un príncipe y estadista omeya que se desempeñó como gobernador de Basora durante el reinado del califa Abd al-Malik.

## Vida
Era hijo de Abdallah ibn Khalid ibn Asid y pertenecía a la línea del clan Banu Umayya, descendiente de Asid ibn Abi al-Is. Tenía su base en Basora. Al comienzo de la Segunda Guerra Civil Musulmana, durante la cual la autoridad omeya había colapsado en Irak, Khalid se unió a Mus'ab ibn al-Zubayr, quien había sido nombrado gobernador de Basora por su hermano, Abd Allah ibn al-Zubayr, el califa rival de los omeyas.
Después de desertar se puso al servicio de su pariente, el califa Abd al-Malik, cuya base se situaba en Damasco, el cual lo nombró gobernador de Basora a pesar de estar bajo el control de Mus'ab. Khalid obtuvo el apoyo de varios jinetes de la tribu Banu Bakr, dirigidos por Malik ibn Misma, y se estableció en un lugar en los alrededores de Basora llamado Al-Jufra, de ahí el nombre de su facción, Jufriyya. En el año 688 o 689, Khalid y Jufriyya se rebelaron contra los Zubayrids, pero estos últimos sofocaron a los rebeldes pro-Umayyad y Mus'ab posteriormente impuso severos castigos contra las tropas asociadas con el movimiento. Khalid estuvo presente en la Batalla de Maskinen en la que Mus'ab fue asesinado en 692. Posteriormente, fue nuevamente nombrado gobernador de Basora. Como líder de las tropas de Basora, se hizo cargo de la campaña para someter a Azariqa, una facción jariyita, relevando el en el mando a Al-Muhallab ibn Abi Suffrah. Sin embargo, demostró ser incapaz de la tarea y fue despedido del cargo de gobernador a favor del hermano del califa, Bishr ibn Marwan, quien tampoco tuvo éxito y murió en el año 694. Más tarde, en el 711, Khalid fue nombrado gobernador de La Meca por el califa al-Walid I. Su nieto, Uthman ibn Yazid, fue miembro de la corte de al-Walid I hacia el final del reinado de este último.